# Henry Wotton
Pour les articles homonymes, voir Wotton.
Henry Wotton, né le 30 mars 1568 et mort en décembre 1639, est un diplomate anglais.

## Biographie
Né à Boughton dans le Kent, il est secrétaire de Robert Devereux, 2e comte d'Essex. Il se réfugie à Florence lors de la chute de son patron et remplit pour le grand-duc de Toscane une mission diplomatique près du roi Jacques VI d'Écosse, qui, devenu roi d'Angleterre, l'emploie comme ambassadeur à Venise, à La Haye et à Vienne. Il meurt prévôt du collège d'Eton. 

## Œuvres
On a de lui :
- État du christianisme,
- Éléments d'Architecture (1624), qui est une traduction libre de Vitruve
- des poésies, parmi lesquelles the Farewell, the Pilgrimage.

Une partie de ses écrits a été recueillie sous le titre de Reliquiae Wottonianae (Londres, 1651).

## Sources
Marie-Nicolas Bouillet  et Alexis Chassang (dir.), « Henry Wotton » dans Dictionnaire universel d’histoire et de géographie, 1878 (lire sur Wikisource)